# 菲利普·林哈特
菲利普·林哈特（德語：Philipp Lienhart；1996年7月11日—），是一位奧地利足球運動員，司職中後衞，現效力德甲球會弗赖堡。

## 球會生涯

### 皇家馬德里
林哈特在維也納迅速學習踢球，2014年8月被外借到西班牙名牌球會皇家马德里，參加球會的青年軍聯賽和歐洲青年聯賽，最終在2015年以80萬歐元正式轉會，並被當時主教練齐内丁·齐达内提拔至球隊二隊卡斯蒂利亚。他在2015年8月30日首次替卡斯蒂利亚參加對馬亞達洪達閃電的比賽，踢畢90分鐘，球隊最終以2-1取勝。
2015年10月3日，他打進了在西班牙的首顆進球，接應馬丁·厄德高開出的角球頂進網，使球隊追平塞斯陶河成1-1。兩週後由於一隊受到傷患影響，皇馬主教練拉斐尔·贝尼特斯首次把林哈特放進西甲參賽名單，參加對萊萬特體育的賽事，但他最後並沒有上場。2015年12月5日，林哈特終於首次代表皇馬一隊上場，在西班牙國王盃以3-1擊敗加的斯的比賽中上場。

### 弗赖堡
2017年7月5日，林哈特被外借到德甲球會弗赖堡一年。2018年6月，弗赖堡買斷林哈特，據報轉會費約200萬歐元，另加表現條款。雙方在2023年延長了合約。

## 國家隊生涯
林哈特曾代表奧地利U18、奧地利U19、奧地利U20和奧地利U21上場。2017年9月的世界盃資格賽對威爾斯和喬治亞的比賽，由於塞巴斯蒂安·普勒德爾傷出，使林哈特首次被徵召上成年隊。10月他首次代表國家隊上場，在以1-0擊敗摩爾多瓦的比賽中踢畢90分鐘。2023年11月16日，他打進了在國家隊首顆進球，在2024年歐洲國家盃外圍賽對愛沙尼亞的賽事取得，使球隊以2-0取勝。